# Francesco Battista
Francesco Battista (Cosoleto, 3 agosto 1897 – Acab Saat, 29 febbraio 1936) è stato un militare italiano, insignito della medaglia d'oro al valor militare alla memoria nel corso della guerra d'Etiopia.

## Biografia
Nacque a Cosoleto, provincia di Reggio Calabria, nel 1897, figlio di Francesco e Maria Rosa Sgro.  Prese parte alla prima guerra mondiale come soldato mitragliere in forza al 39º Reggimento fanteria. Congedato nel 1920, in seguito venne arruolato nella 163ª Legione della Milizia Volontaria Sicurezza Nazionale. Nel giugno 1935, in vista dello scoppio delle ostilità con l'Impero d'Etiopia fu assegnato al CCLXIII Battaglione CC.NN. "Reggio Calabria" mobilitato per esigenze in Africa orientale, e il 12 settembre successivo si imbarcò a Napoli con il suo reparto sbarcando a Massaua, in Eritrea, il 18 settembre 1935. Cadde in combattimento ad Acab Saat il 29 febbraio 1936, durante una azione con le bande di retroguardia di Ras Immirù lasciate indietro per evitare l'accerchiamento da parte degli italiani che marciavano a tenaglia dal sud e dal nord. A questo scontro parteciparono oltre alla 3ª Divisione CC.NN. "21 aprile" anche le Divisioni "Gran Sasso" e "Gavinana". I combattimenti iniziarono verso le 13:00 e proseguirono fino a notte. Per onorarne il coraggio in questo frangente venne insignito della medaglia d'oro al valor militare alla memoria.

### Annotazioni
1. ↑  Durante questa azione persero la vita ben 12 camicie nere.

### Fonti
1. 1 2 3  Combattenti Liberazione.
2. 1 2 3  Gruppo Medaglie d'Oro al Valor Militare 1965, p. 158.
3. 1 2 3  Combattenti Liberazione.
4. ↑   Medaglia d'oro al valor militare Battista, Francesco, su quirinale.it, Quirinale. URL consultato l'11 luglio 2021.